# Kofouno (Anzourou)
Kofouno (auch: Kofouna) ist ein Dorf in der Landgemeinde Anzourou in Niger.

## Geographie
Das Dorf befindet sich rund acht Kilometer südöstlich des Hauptorts Sarakoira der Landgemeinde Anzourou, die zum Departement Tillabéri in der gleichnamigen Region Tillabéri gehört. Zu den Siedlungen in der näheren Umgebung von Kofouno zählen Sangara im Nordwesten, Gadabo im Norden, Doukou Saraou im Süden und Bossou Bangou im Westen.
Es herrscht das Klima der Sahelzone vor, mit einer durchschnittlichen jährlichen Niederschlagsmenge zwischen 300 und 400 mm.

## Geschichte
In ganz Anzourou gab es 1926 infolge geringer Niederschläge eine Hungersnot, von der vor allem Kinder betroffen waren. Auch in Kofouno kam es auf Grund dessen zu Todesfällen. Bei einer Untersuchung im Jahr 1986 wurde beim Befall mit der Saugwürmer-Art Schistosoma haematobium unter der Dorfbevölkerung eine Prävalenz von 46 Prozent festgestellt. Bei Überschwemmungen am 13. und 14. August 2011 stürzten elf Wohnhäuser und drei Getreidespeicher ein, außerdem wurden mehrere Felder überflutet.
Die Sicherheitslage in der Gemeinde Anzourou verschlechterte sich seit 2015. Aufgrund dessen flüchteten Mitte Mai 2021 mehr als 12.000 Menschen aus Kofouno und weiteren Orten in der Gemeinde nach Tillabéri, Namari Gougoun und Sakoïra, wo sie von Hilfsorganisationen versorgt wurden. Sie kehrten Mitte Juni desselben Jahres nach Anzourou zurück. Am 24. August 2022 griff eine bewaffnete Gruppe die Dörfer Kofouno und Doukou Saraou in der Gemeinde an. In Kofouno erschossen die Angreifer eine Person, stahlen Vieh und verwüsteten Geschäfte.

## Bevölkerung
Bei der Volkszählung 2012 hatte Kofouno 2706 Einwohner, die in 414 Haushalten lebten. Bei der Volkszählung 2001 betrug die Einwohnerzahl 2341 in 315 Haushalten und bei der Volkszählung 1988 belief sich die Einwohnerzahl auf 1502 in 223 Haushalten.

## Wirtschaft und Infrastruktur
Mit einem Centre de Santé Intégré (CSI) ist ein Gesundheitszentrum im Ort vorhanden. Es gibt eine Schule. Beim Centre de Formation aux Métiers de Kofouno (CFM Kofouno) handelt es sich um ein Berufsausbildungszentrum.